# Maxia
Maxia é um gênero de traça pertencente à família Arctiidae.